# Filmes de 1929 da RKO Pictures

## A RKO em 1929

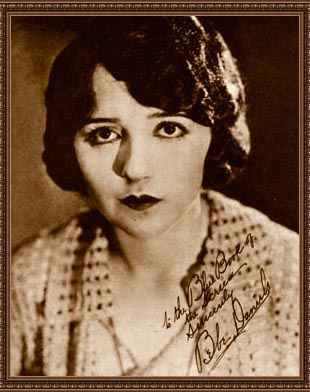
Bebe Daniels em 1923. Daniels assinou com a RKO já em 1929, mas no ano seguinte transferiu-se para a Warner Bros., depois de apenas cinco filmes no estúdio.

Em 1929, primeiro ano de atividades do estúdio, a RKO preocupou-se em contratar talentos para satisfazer seus sonhos de grandeza. Os primeiros atores a assinar com a empresa foram Bebe Daniels, Betty Compson, Richard Dix, Sally Blane e Rudy Vallee. Entre os diretores chamados, os principais foram Luther Reed, Malcolm St. Clair e Wesley Ruggles. Uma equipe de roteiristas era supervisionada por William LeBaron, o chefe de estúdio. Para a direção musical, foi chamado Victor Baravalle, enquanto a dupla Oscar Levant-Sidney Clare foi contratada para escrever as canções. Um conglomerado constituído por direção de arte, cenários, figurinos e adereços foi entregue a Max Ree.
O estúdio criou o slogan RKO - Let's Go para divulgar seus produtos e, como era praxe na época, deixou claro que praticamente toda produção deveria conter algum componente musical.
Neste primeiro ano, a RKO lançou um total de doze filmes. Três deles fizeram sucesso, todos musicais: Street Girl, The Vagabond Lover e, principalmente, Rio Rita.
Em termos financeiros, o estúdio começou bem sua caminhada, pois teve um lucro líquido de $1.669.564.

## Os filmes do ano
| Título original      | Título PT/BR          | Título PT/PT       | Astros                           | Diretor                      |
| -------------------- | --------------------- | ------------------ | -------------------------------- | ---------------------------- |
| Dance Hall           |                       |                    | Olive Borden, Arthur Lake        | Melville W. Brown            |
| The Delightful Rogue | Galante Pirata        |                    | Rod La Rocque, Rita La Roy       | Lynn Shores, Leslie Pearce   |
| Half Marriage        |                       |                    | Olive Borden, Morgan Farley      | William J. Cowen             |
| Jazz Heaven          | Amor e Jazz           |                    | Sally O'Neill, Johnny Mack Brown | Melville W. Brown            |
| Night Parade         |                       |                    | Aileen Pringle, Hugh Trevor      | Malcolm St. Clair            |
| Rio Rita             | Rio Rita              |                    | Bebe Daniels, John Boles         | Luther Reed                  |
| Side Street          | Destino de Irmãos     |                    | Tom Moore, Owen Moore            | Malcolm St. Clair            |
| Street Girl          | Um Trono Por um Beijo | A Princesa do Jazz | Betty Compson, John Harron       | Wesley Ruggles               |
| Syncopation          | O Preço da Opulência  |                    | Barbara Bennett, Bobby Watson    | Bert Glennon                 |
| Tanned Legs          |                       |                    | Arthur Lake, June Clyde          | Marshall Neilan              |
| The Vagabond Lover   |                       |                    | Rudy Vallee, Sally Blane         | Marshall Neilan              |
| The Very Idea        |                       |                    | Frank Craven, Hugh Trevor        | Frank Craven, Richard Rosson |

## PrêmiosOscar
| Nenhuma produção recebeu quaisquer indicações |
| --------------------------------------------- |